# 甲州征伐
甲州征伐（こうしゅうせいばつ）は、1582年（天正10年）、織田信長とその同盟者の徳川家康、北条氏政が長篠の戦い以降勢力が衰えた武田勝頼の領国である甲斐・信濃・駿河・上野へ侵攻し、甲斐武田氏一族を攻め滅ぼした一連の合戦である。武田征伐とも言われる。

## 合戦の流れ

### 戦いの序章
元亀3年（1572年）9月、甲斐の武田信玄は「西上作戦」を実行し、武田軍は徳川領の遠江・三河へ軍事侵攻した。その結果、甲斐武田氏はそれまで同盟関係にあった織田氏との同盟関係が解消し、武田信玄は織田信長とその同盟者であった徳川家康と、敵対関係に入った。
元亀4年（1573年）4月、この武田軍の「西上作戦」は武田信玄の急死により終了し、その後、武田家の家督は武田勝頼が後を継いだ。この武田勝頼の時期に、東海方面の武田領に徳川家康の徳川軍が反撃・軍事侵攻し、武田軍と徳川軍で戦いが始まった。
天正3年（1575年）5月には三河の長篠城を巡って武田勝頼軍と織田・徳川連合軍との間で長篠の戦いが発生した。この戦いで、武田軍は大敗北し、主要な家臣たちを多く失って、武田家領国は動揺した。
長篠合戦の後、武田氏の外戚である木曾義昌（武田信玄の娘で勝頼の妹・真理姫の夫）は武田勝頼より秋山虎繁（信友）が守る美濃岩村城の支援を命じられた。しかし、この時の木曾義昌は、財政的な理由で武田勝頼の命に反対した。
その後、武田軍の秋山虎繁（信友）は織田軍に敗れ処刑され、武田軍は美濃方面の橋頭堡を失い、逆に美濃からの織田氏の脅威にさらされることになった。
長篠合戦の敗戦後、武田勝頼は外交関係の再構築を試み、北条氏政とは妹の桂林院殿との婚姻によって甲相同盟を固めた。
しかし、御館の乱を契機に武田勝頼は後北条氏を敵に回してしまった。上杉景勝には妹を娶らせて甲越同盟を結ぶも、その時の上杉家は内乱後の深刻な後遺症により上杉領国外への影響力を失っていた。
武田軍は対北条には特に上野戦線では有利に進むも、織田・徳川・北条と三方を敵に囲まれた中で過度の軍の出兵とそれに伴う財政的な支出で、武田領国は疲弊を深めていった。
また、この時の織田氏は畿内や北陸における一向宗との戦い（石山合戦）や西国の毛利氏との戦いに忙殺されていたため、しばらく軍を東へ向けることはなかった。しかし、織田信長の同盟者である三河の徳川家康は長篠の戦い以降、武田氏に対し積極的に攻勢を強めた為、これに応じる為、武田勝頼はたびたび軍の出兵を余儀なくされた。
そうした窮状の中、武田勝頼は信長とは人質として武田家に寄寓していた織田信房を返還し、また常陸国佐竹氏との同盟（甲佐同盟）を通じて和睦を試みたが（甲江和与）、織田信長との和睦は成立しなかった。
その後、織田・徳川連合軍は武田領国へ本格的に侵攻することになった。
天正9年（1581年）3月25日、武田軍の高天神城（遠江国城東郡）が落城した。この時、武田勝頼は織田信長との和睦を成立させる為、軍を動かさなかったが、結果的に、武田軍がこの高天神城を助けなかった、その兵たちを見殺しにしたことになり、それは、武田勝頼の人望を低下させ、武田家の威信を致命的に失墜させた。（詳細は「高天神城の戦い」を参照）
この時、武田家は織田・徳川家などに対する相次ぐ出兵や「新府城」の築城にかかった費用を穴埋めすべく、尋常ならざる割合の年貢や賦役を領内に課していた。その結果、武田家領内の人々の心が徐々に武田勝頼から離れつつあった。木曾義昌もその1人であったが、武田勝頼の側も木曾義昌が秋山虎繁（信友）の支援に動かなかったため、木曾義昌に対して不信感を抱いており、両者の関係は急速に冷却化しつつあった。
天正10年（1582年）2月1日、新府城（韮崎市）築城のため更に賦役が増大していたことに不満を募らせた木曾義昌はついに武田勝頼を裏切り、信長の嫡男信忠に弟の上松義豊を人質として差し出し、織田氏に寝返った。
武田勝頼は、真理姫から木曾義昌の謀反を知らされると大いに激怒し、従弟の武田信豊を先手とする木曾征伐の軍勢5,000余を先発として武田軍を木曽谷へ差し向けた。さらに武田勝頼は、木曾義昌の生母と側室と子供を磔にして処刑した。そして武田勝頼自身も軍勢1万を率いて出陣し、諏訪上原城に入った。
天正10年（1582年）2月3日、織田信長は武田勝頼による木曾一族の殺害を知ると織田軍による武田勝頼の討伐を決定、軍の動員令を発した。
甲州征伐において、織田信長・織田信忠の父子は伊那方面から武田領内へ、信長の家臣の金森長近は飛騨方面から武田領内へ、同盟者の徳川家康は駿河方面から武田領内へ侵攻することが決定した。関東の北条氏政へは甲州征伐の詳細は知らされなかった。その後、情報収集の末、北条氏政は伊豆、駿河方面から軍の侵攻を開始した。

### 織田軍の編成
天正元年（1573年）以降、織田軍は、織田信忠を筆頭に池田恒興・森長可・河尻秀隆らを主力とするいわゆる「信忠軍団」を編成していた。（その後、池田恒興は後に軍団を離脱、摂津へ）。
この「信忠軍団」は、主に東美濃に勢力を張っていた武田軍の影響を駆逐・排除する戦いをしていた。武田征伐時には以下のような陣容であった。
- 大将：織田信忠
- 先鋒：森長可・団忠正・木曾義昌・遠山友忠
- 本隊：河尻秀隆・毛利長秀・水野守隆・水野忠重
- 付属：織田長益他織田一門衆・丹羽氏次他
- 軍監：滝川一益

この出陣に当たり、織田信長は「今回は遠征なので連れていく兵数を少なくし、出陣中に兵糧が尽きないようにしなければならない。ただし人数が多く見えるように奮闘せよ」と書状を出している。
また、織田家の明智光秀らは朝廷に働きかけて、正親町天皇は「東夷武田を討て」との勅命を出した。この勅命によって、織田軍は武田家を攻める正式な大義名分を得た。この時点から、甲斐の武田勝頼とその武田軍は「朝敵」になった。
また、後から続く信長直率の軍団は以下のような陣容であった。ルイス・フロイスの『日本史』には、この時の織田信長の本隊の軍は、兵6万を率いる予定だったと書かれている。
織田信長軍の陣容は以下のとおりである。
- 織田信長
- 明智光秀・細川忠興・一色義定・筒井順慶・丹羽長秀・堀秀政・長谷川秀一・蒲生賦秀・高山右近・中川清秀他

### 武田軍団の崩壊
天正10年（1582年）2月3日、まず森長可、団忠正の織田軍先鋒隊が岐阜城を出陣。若い両将の目付けとして河尻秀隆が本隊から派遣された。
2月6日、先鋒隊は森、団の両名は木曽口から、河尻は伊那街道から信濃に兵を進めている。伊那街道沿いの武田勢力は恐れをなし、織田の先鋒隊が信濃に入った同日、岩村への関門・滝沢（長野県下伊那郡阿智村・平谷村周辺）の領主であった下条信氏の家老・下条氏長(九兵衛尉)が信氏を追放して織田軍に寝返り河尻の軍勢を戦わずして信濃へと招き入れると、2月14日には松尾城（飯田市）主小笠原信嶺も織田軍に寝返った。
天正10年（1582年）2月12日、本隊の織田信忠と滝川一益がそれぞれ岐阜城と長島城を出陣し、翌々日の2月14日には岩村城に兵を進めた。
天正10年（1582年）2月14日に浅間山が噴火した。当時、浅間山の噴火は東国に危機が迫っている、不吉な前兆、と人々の間で言い伝えられていたため、浅間山の噴火を見た武田家の兵たちは大いに動揺した。これ以降、武田軍は士気が下がり、組織的抵抗が難しくなった。武田の一族縁者からも、次々と敵の織田方に内通する者が出てきた。
天正10年（1582年）2月15日には織田信長から滝川一益に「若い信忠をよく補佐せよ」との書状も届いた。
天正10年（1582年）2月16日、武田軍は鳥居峠で信長の命を受けた織田一門衆らの支援を受けた木曾義昌の軍に敗北を喫した（鳥居峠の戦い）。
天正10年（1582年）2月17日、織田軍の織田信忠は平谷に陣を進め、さらに翌日には飯田まで侵攻した。
同日、武田軍の飯田城主保科正直は織田軍とは戦わず飯田城を捨てて高遠城へと逃亡した（後に投降して戦後に高遠城主となった）。この武田軍が飯田城をあっさり放棄して逃亡した知らせは武田軍の武田信廉（勝頼の叔父）にも伝わり、武田信廉たちは大きなショックを受けて戦意を喪失した。その後、大島城（下伊那郡松川町）だけでの武田軍の抗戦は不可能と判断し、武田軍は大島城から逃亡した。
天正10年（1582年）2月18日、徳川家康が浜松城を出発し掛川城に入り、2月20日には、徳川軍は依田信蕃が守備する田中城を包囲した。
天正10年（1582年）2月21日、徳川軍は駿府城に進出した。この徳川軍の侵攻初期にあたって、武田軍から多くの兵の投降が相次いだ結果、武田軍はほとんど戦わずして南信濃を失うことになった。
北条氏政は小仏峠や御坂峠など相甲国境に先鋒を派遣した後、2月下旬に駿河東部に攻め入った。
天正10年（1582年）2月28日には、北条軍は駿河に残された武田側の数少ない拠点の1つである戸倉城・三枚橋城を落とし、続いて3月に入ると沼津や吉原にあった武田側の諸城を陥落させていった。上野方面では北条氏政の弟・北条氏邦が厩橋城主北条高広に圧力をかけ、さらに真田昌幸の領地をも脅かしていった。

### 高遠城への攻撃
天正10年（1582年）2月28日、河尻秀隆は織田信長から武田軍の高遠城の攻略のために陣城を築けとの命を受ける。
翌3月1日、織田信忠は信濃伊奈郡の武田軍の高遠城（長野県伊那市高遠町）を包囲した。その時の高遠城の城主は、武田家親族衆の仁科信盛（盛信）であった。
高遠城主の仁科信盛は、武田勝頼の異母弟であり、武田勝頼期に越後方面に在城していたが、天正9年（1581年）に高遠城主を兼任していた。この際に「盛信」から「信盛」に改名していることが指摘される。
また、『甲乱記』によれば、信濃佐久郡の内山城（長野県佐久市）の城代・小山田昌成・大学助も仁科信盛に従い、武田軍の高遠城に入城し、籠城していた。
『信長公記』によれば、この時の小山田昌成は武田軍の「脇大将（副将）であったという。
織田軍の織田信忠は地元の僧侶を織田軍の使者とし、高遠城の城主の仁科信盛に黄金と書状を送り、城の開城を促した。
しかし、高遠城の城主の仁科信盛はこの要求を拒絶し、その時、織田軍の使者の僧侶は耳と鼻を削ぎとられて送り返されたという。
一方、『武家事紀』所収の「仁科信盛宛織田信忠書状」では織田軍は武田軍に開城・降伏を勧告し、『加沢記』にはこれに対する籠城衆の返書が伝わっている。
『信長公記』によれば、翌年の天正10年(1582年)3月2日、織田軍30,000は武田軍の高遠城の総攻撃を開始した。武田軍の仁科信盛は譜代家老らとともに高遠城で籠城し、3000の将兵で織田軍と激闘を繰り広げた。織田軍も岩倉家出身の織田信家が戦死するなど大きな被害を受けたが、数で勝る織田軍に城門を突破され、ついに、武田軍の仁科信盛・小山田昌成・大学助、渡辺照、諏方頼辰らは戦死ないしは自害した。こうして、武田軍の高遠城は落城した。
その後、この武田軍の仁科信盛らの首級は織田信忠の陣に届けられ、主従の首級は京にて晒し首となった。首を取られ残された遺体は、彼を崇める地元の領民によって埋葬された。そこは今も「五郎山」と呼ばれている。
また高遠城跡に咲いている桜は他の桜よりも色が濃く、その理由は高遠城への攻撃により討ち死にした兵士の血を吸っているためと伝えられている。

### 越中にて反織田勢力が富山城を占拠
天正10年(1582年)3月、甲州征伐で苦境に立っている武田勝頼に呼応して、魚津城を攻囲中の織田軍の背後を突いて小島職鎮が唐人親広と共に富山城を急襲し、神保長職の子・神保長住を幽閉するが、柴田勝家らの織田氏軍に鎮圧された。

### 武田勝頼軍の撤退
天正10年(1582年)3月1日、武田一族の穴山梅雪が徳川家康に通じ、織田側に寝返った。徳川軍はまたたく間に駿河を制圧した。この事態を知った武田勝頼は、大きな衝撃を受けた。こうして本国の甲斐が危うくなったため、塩尻峠と有賀峠で織田軍を防ぎつつ、高遠城に後詰をする戦略を諦め、武田軍は諏訪上原城から新府城に撤退した。
しかし、この武田軍の劣勢の知らせは、2月の「浅間山の噴火」（天正10年（1582年）2月14日）の暗示する不吉なことに加えて、さらに、当時の武田軍に動揺を与えることになった。その結果、武田軍全体で士気が大きく下がり、多くの兵の逃亡が相次いで、それまで10000人いた武田勝頼の本軍の兵がわずか1000人まで激減した。
武田勝頼を追う織田信忠の軍勢は高遠城陥落の翌日、武田軍の殿軍が撤退した後の杖突峠を押さえて織田軍の本陣を諏訪に進めた。そこで、武田氏の庇護下にあった諏訪大社を焼き払い、木曾義昌は信濃の要衝である深志城の攻略に向った。
天正10年(1582年)3月4日、徳川家康は穴山梅雪を案内役として甲斐に侵攻を開始した。
翌3月5日、織田信長は安土城を出発、3月6日には揖斐川に到達した。ここで嫡男・織田信忠から仁科盛信（高遠城の城主）の首が届き、これを長良川の河原に晒した。
『信長公記』に拠れば、天正10年（1582年）3月3日に、武田勝頼は、新府城を放棄し、廃城にした。そして郡内の小山田信茂を頼って別の城（岩殿城）に向かった。この時、新府城はまだ築城途中の城であり、櫓も未完成で防御力は乏しく、籠城で戦うには不向きな城であった。城内には多くの武士、兵士や妻子、人質が取り残されたままであったが、それでも新府城には火が放たれた。
また、この時かその以前に保科正直の子息、甚四郎（後の保科正光）は、正直が高遠城で寝返ったために成敗されかけたが、家臣の機転により脱出した。
『甲陽軍鑑』に拠れば、武田勝頼の嫡男の信勝は、新府城における籠城を主張したが、これに対し信濃の国衆・真田昌幸が上野岩櫃城（群馬県吾妻郡東吾妻町）へ逃れることを提案した。また、勝頼側近の長坂光堅が小山田信茂の岩殿城（大月市賑岡町）へ逃れるべきと主張したという。一方、『甲乱記』では信勝・昌幸の提案を記さず、武田勝頼が小山田信茂に対して郡内へ逃れることを諮問したとしている。
また今でも真田昌幸が武田勝頼を迎えるために作らせた潜龍院跡が残されている。
なお、岩殿城は都留郡北部に位置し小山田氏の詰城とされているが、小山田氏の本拠である谷村（都留市谷村）とは距離があるため、小山田氏の城と見るか武田氏の城と見るかで議論がある。
この頃、武田勝頼の率いる兵は200人を切っていた。

### 天目山の戦い

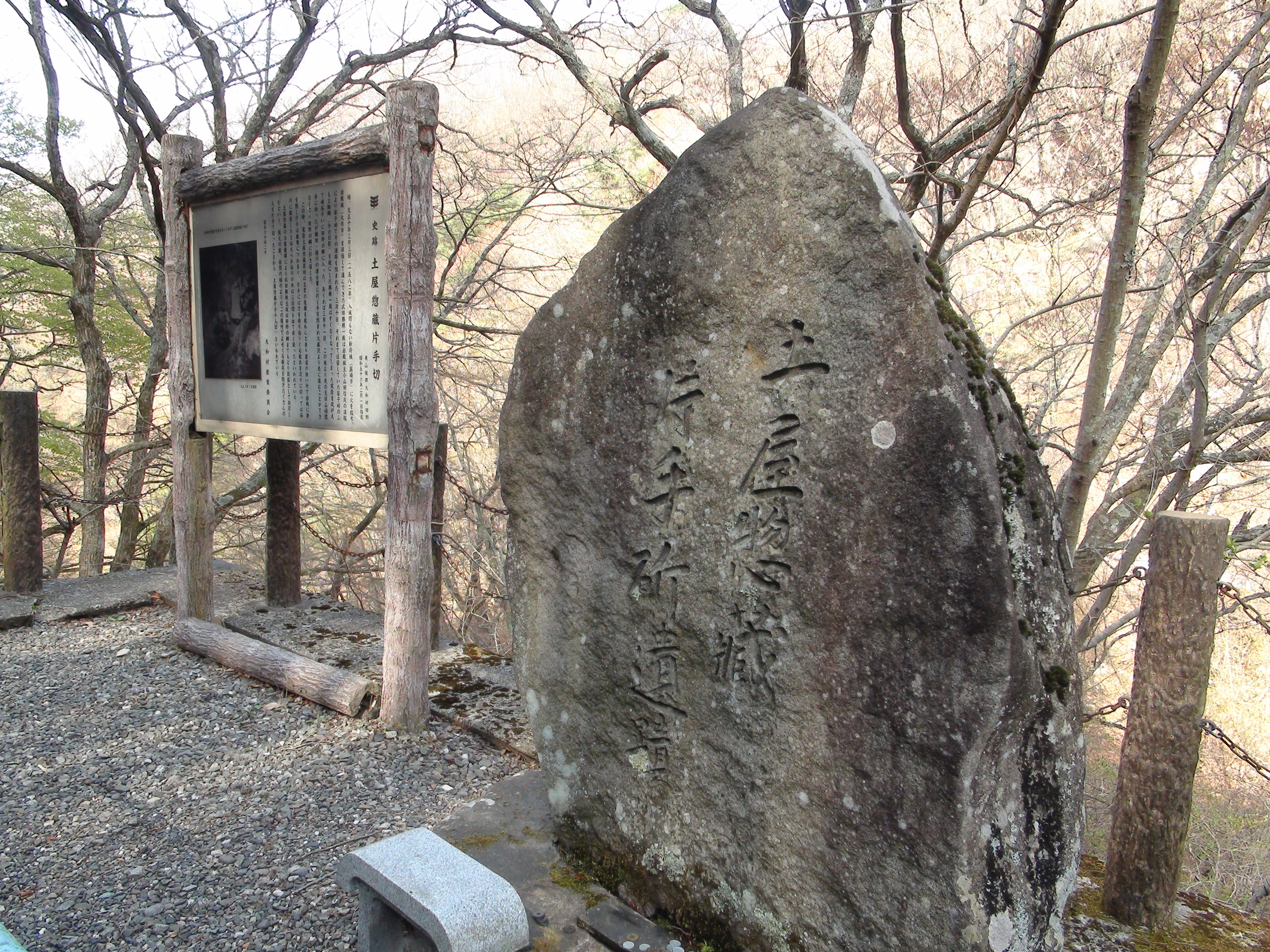
天目山の崖道にある土屋惣蔵（昌恒）片手切りの史跡碑

天正10年(1582年)3月7日、織田軍は武田家の本国・甲府（躑躅ヶ崎館）に入り、一条蔵人の私宅に陣を構えた。
一方、新府城を放棄した武田勝頼とその嫡男の信勝たちの一行は郡内の岩殿城を目指すが、その途上で小山田信茂の離反・裏切りに遭った。
『甲陽軍鑑』では、この時、武田勝頼一行は鶴瀬（甲州市大和町）において7日間逗留し、小山田信茂の迎えを待っていたが、3月9日夜に小山田信茂は郡内への入り口をいきなり封鎖し、武田勝頼一行を木戸から招き入れると見せかけて、武田勝頼に向けて鉄砲を放ったという。
『理慶尼記』では小山田信茂の離反・裏切りを3月7日とし、郡内への入り口を封鎖した地を笹子峠（大月市）としている。
一方、『甲乱記』では小山田信茂の離反した日付を記さず、武田勝頼は柏尾（甲州市勝沼町）から駒飼（甲州市大和町）へ移動する途中で小山田の離反・裏切りを知ったとしている。
いずれにせよ、その後、武田勝頼一行はの岩殿城へ行くのを断念し、天目山（甲州市大和町）を目指して逃亡した。なお、天目山は室町時代の応永24年（1417年）に武田家の当主・信満が上杉禅秀の乱に加担して敗走し、自害した地でもある。
天正10年(1582年)3月11日、徳川軍も甲府（躑躅ヶ崎館）に入った。徳川家康と穴山梅雪は織田信忠に面会し、今後についての相談を行った。
一方、同じ頃、武田勝頼の一行は天目山の目前にある田野（甲州市大和町）の地で織田軍の滝川一益の部隊と対峙した。この時、武田勝頼の家臣土屋昌恒・小宮山友晴らは、織田軍に対し奮戦し、土屋昌恒は「片手千人斬り」の異名を残すほどの活躍を見せた。また、勝頼の息子・武田信勝は、当時16歳であったが、敵の織田軍を切って廻り、その勇猛さと華麗さは周囲の目をひくほどであった。また、阿部勝宝も敵陣に切り込み戦ったが、戦死した。この武田勝頼の最後の戦となった田野の四郎作・鳥居畑では、織田信長の大軍を、武田勝頼は僅かな手勢の部隊で奮闘して撃退した。
しかし、天正10年（1582年）3月11日、巳の刻（午前11時頃）、武田勝頼・信勝父子、桂林院殿（北条夫人）たちは、天目山麓の山梨郡田野（東山梨郡大和村）で自害した。この時、武田勝頼、享年37歳。
「理慶尼記」には、この時の武田勝頼の辞世の句が記録されている。
「朧なる　月のほのかに　雲かすみ　晴て行衛の　西の山の端」。
武田信廉の子息とされ、勝頼の従兄弟にあたる甲府・大竜寺の住職・大竜寺麟岳もともにその場で死去した。『甲陽軍鑑』『甲乱記』によれば、この時の大竜寺麟岳は武田勝頼から自らの死を見届け、その後、脱出して菩提を弔うことを依頼されるが、これを断り、武田信勝と刺し違えて一緒に死去したという。
「理慶尼記」には、この時の武田信勝の辞世の句も記録されている。
「あだに見よ　誰もあらしの　桜花　咲ちるほどは　春の夜の夢」。
武田勝頼に随行した家臣では長坂光堅、土屋昌恒・秋山源三郎兄弟（土屋昌恒・秋山源三郎はともに金丸筑前守（虎義）の子で、それぞれ土屋氏・秋山氏を継承した）、秋山紀伊守、小宮山友晴、小原下野守・継忠兄弟、木部範虎、大熊朝秀らも、その場で戦死した（跡部勝資も殉死したとする説もあるが、諏訪防衛戦で戦死したとも。いずれにしても『甲陽軍鑑』記載の長坂・跡部逃亡説は史実に反する）。
「理慶尼記」によると、土屋昌恒、金丸助六郎、秋山源三の三兄弟は、最後は互いに差し違えて一緒に死んだと記している。
「甲乱記」、「理慶尼記」では、武田勝頼の妻の北条夫人は、法華経の第五巻を静かに読経した後、その場で自刃し、近くにいた武田家の上膳や侍女たちも北条夫人に続いて、次々に自刃したとされる。また、この時、北条夫人は、享年19歳であった。
この天目山の武田一族の自害について、「信長公記」は、侍分41名、上膳・侍女は50人、「甲陽軍鑑」は、家臣は44人が死んだ、とされている。
そして、織田信忠は武田勝頼の一門・親類や重臣を探し出し、これを同月中に全て処刑した。
この時に処刑されたのは武田信友・諏訪頼豊・武田信廉らである。『信長公記』では武田親族衆の一条信龍の名も記されているが、『家忠日記』によれば、一条信龍は3月10日に徳川家康を先導した穴山信君に対応するため市川（市川三郷町）へ着陣しており、同日に本拠の上野城（市川三郷町上野）が降伏し、子息の信就とともに処刑されたとされる。
これにより清和源氏新羅三郎義光以来の名門・甲斐武田氏嫡流は滅亡した。
武田勝頼は跡継ぎの信勝が元服（鎧着の式）を済ませていなかったことから、急いで陣中にあった『楯無』（武田家代々の家督の証として大切に保管され、現在は甲州市恵山上於曽の菅田天神社に伝来する国宝「小桜韋威鎧」に比定される)を着せて元服式を執り行い、その後、父子とも自刃したという悲話が残る。その後、鎧は家臣に託され、向嶽寺の庭に埋められたが、後年、徳川家康が入国した際に掘り出させ、再び菅田天神社に納められた。
その後、織田軍は、武田勝頼と武田信勝の首級を京都に送り、その父子の首級は長谷川宗仁によって京都の一条大路の辻で梟首、さらし首にされた。

### 武田宗家の終焉
織田信長は、武田勝頼自刃の時には信濃国境すら越えておらず美濃国の岩村城に滞在していた。
唯一、田中城の依田信蕃だけはまだ抵抗を続けていたが、穴山梅雪の勧告もあって開城した。この時、徳川家康は依田を家臣に誘ったが、依田から断られた。
天正10年(1582年)3月14日、浪合（長野県下伊那郡阿智村）に進出していた織田信長の元に、武田勝頼・信勝父子の首が届いた。
同日、依田信蕃は本拠の春日城に帰還している。
その後、依田信蕃は織田信忠の元に出仕しようとしたが、徳川家康の使者から「信長が処刑を予定している武田家臣の書立（一覧）の筆頭に依田の名前がある」と言われ、依田は気持ちが変わり、密かに家康の陣所を訪れた。そこで家康から徳川領内への潜伏を勧められ、依田は遠江に身を隠した。ちなみに他にも武川衆や後の徳川四奉行といった多くの人材が旧武田家臣で家康に帰参していた成瀬正一のもとに潜伏している。
『信長公記』『甲乱記』によれば、3月12日もしくは16日には武田信豊が武田勝頼の命により小諸城（長野県小諸市）へ赴き、城代の下曽根浄喜（覚雲斎）に背かれて次郎や生母・養周院とともに自害した。
『信長公記』『甲乱記』『甲陽軍鑑』によれば、小山田信茂は織田家に投降して織田家に仕えようと試みたが、織田軍の織田信忠から「武田勝頼を裏切るとは、小山田こそは古今未曾有の不忠者」と厳しく言われ、3月24日に、小山田信茂は母と妻子、武田信堯、小山田八左衛門、小菅五郎兵衛らとともに甲斐善光寺（甲府市善光寺）で処刑され、郡内領は無主となった。
武田信玄の次男で盲目ゆえ仏門に入っていた海野信親（竜芳）は、息子の顕了信道を逃した後、自刃した。享年42。信道の系統は大久保長安の業績に絡み後世にその血脈を伝えている。

### 論功行賞と武田残党の追討
天正10年(1582年)3月21日、織田信長は諏訪に到着し、北条氏政の使者から戦勝祝いを受け取った。3月23日と3月29日には参加諸将に対する論功行賞が発表された。
- 滝川一益：上野一国、小県郡・佐久郡
- 河尻秀隆：穴山梅雪本貫地を除く甲斐一国、諏訪郡（穴山替地）
- 徳川家康：駿河一国
- 木曾義昌：本領（木曾谷）安堵、筑摩郡・安曇郡
- 森長可：高井郡・水内郡・更級郡・埴科郡
- 毛利長秀：伊那郡
- 穴山梅雪：本領（甲斐河内）安堵、嫡子・勝千代に武田氏の名跡を継がせ、武田氏当主とすることが認められた
- 森成利：美濃兼山城（長可の旧居城）
- 団忠正：美濃岩村城（秀隆の旧居城）

一益は「安土名物」と言われた茶器の「珠光小茄子」を所望していたとも言われ、「茶の湯の冥加が尽きてしまう」と嘆いていたとも言われている。また関東管領、もしくはそれに準ずる権限の役に就いたとも言われている。（『信長公記』では「関東八州の御警固」「東国の儀御取次」、『伊達治家記録』では「東国奉行」、『甫庵信長記』と『武家事紀』では「関東管領」と呼称されている。以上『信長軍の司令官 部将たちの出世競争』谷口克広：著、中公新書より）。北条氏政は「駿河でひとかどの働きをした」という評価を得たものの、これといった恩賞はなかった。
同時に甲斐・信濃の国掟も出された。
```
一、関役所、同駒口、取るべからざるの事。
一、百姓前、本年貢外、非分の儀、申し懸くべからざる事。
一、忠節人立て置く外、廉がましき侍生害させ、或ひは追矢すべき事。
一、公事等の儀、能々念を入れ、穿鑿せしめ、落着すべき事。
一、国諸侍に懇に扱ひ、さすが油断なき様、気遣ひすべき事。
一、第一慾を構ふにつきて、諸人不足たるの条、内籍続にをひては、
　　皆々に支配せしめ、人数を抱ふべき事
一、本国より奉公望みの者これあらば、相改め、抱へ侯ものゝかたへ相届け、
　　其の上において、扶持すべきの事。
一、城々普請丈夫にすべきの事、
一、鉄炮・玉薬・兵粮蓄ふべきの事。
一、進退の郡内請取、道を作るべき事。
一、堺目入組、少々領中を論ずるの間、悪の儀、これあるべからざるの事。
右定めの外、悪き扱ひにおいては、罷り上り、直に訴訟申し上ぐべく候なり。
```

現代語訳
- 関所で税を徴収してはならない。
- 農民から本年貢以外に税を課してはならない。
- 忠節を尽くしてくる者を取り立てる以外、抵抗してくる侍は自害させるか、追放せよ。
- 訴訟ごとについては念を入れて糾明し解決しなければならない。
- 国侍たちは丁重に取り扱うべきだが、油断のないように気を遣うこと。
- 支配者1人が欲張ると諸人が不満に思うから、所領を引き継いだ際はこれを皆に分け、また（新しく）家臣を召抱えること。
- 本国（尾張・美濃）の者のうち奉公を望む者がいたら、身元を確かめ、その者を以前召抱えていた家へ連絡した上で奉公させること。
- 各城は丈夫に普請すること。
- 鉄砲、弾薬、兵糧を蓄えておくこと。
- 各人が治める領域内で道を作ること。
- 所領の境目が入り組んでいて争いになったとしても、憎しみあってはならない。
  - 右の定めの他にもし不都合な事があったら、（信長のところまで）参上して直接訴えよ。

天正10年(1582年)4月に入り、織田信長は甲斐に向かい、その途中の台ヶ原（北杜市）で、生涯初めて富士山を見たとされる。
天正10年(1582年)4月3日、織田信長は武田氏歴代の本拠である「躑躅ヶ崎館」の焼け跡に到着した。
一方、織田信忠は旧・武田家の生き残り・残党たちの追討、捜索を開始した。そして、織田軍は領内をくまなく捜索し、そのうちの一つ、旧・武田家の残党が逃げ込んだ恵林寺を包囲した。
織田軍は、寺側に武田家の残党を引き渡すよう要求したが寺側は拒否した。武田家の生き残りの残党の引渡しを拒んだ事によって、恵林寺は長谷川与次・津田元嘉・関成重・赤座永兼の4人に焼き討ちされた。
その後、織田軍は武田方の有力武将の首を差し出してきた農民に対して報奨金として黄金を提示した。これを見た農民達は武田家の名のある者、有力者、元武将たちを探して、それを見つけては殺し、その首を織田方に献上した。
ここでは、武田家一門とその譜代家臣、および甲斐の国衆は厳しく追及・処断されたが、上野・信濃・駿河の国衆についてはあまり追及されなかったようである。例外は、諏訪一族のうち織田氏に抵抗した諏訪越中守ら、跡部勝資と縁戚関係にある朝比奈信置・信良ら、織田・徳川から離反した飯羽右衛門尉・菅沼刑部丞・菅沼伊豆守などである。
この事実から、織田信長は事後の支配のため、武田の本国である甲斐の有力者は滅ぼし、それ以外はおおむねそのまま温存して、織田政権に組み込もうとしたと考えられる。
なお、『徳川実紀』では「家康は信長の命令にそむいて武田家臣たちをかくまった」と記述されているが、これは信長の出した国掟の内容と矛盾する。
天正10年(1582年)4月8日、武田領の上野、北信濃を支配していた真田昌幸は織田信長から、旧領の一部を与えられ、織田政権に組み込まれ、織田氏の重臣・滝川一益の与力武将となった。また沼田城には滝川益重が入った。昌幸は次男の信繁を人質として滝川一益に差し出した。
天正10年(1582年)4月10日、織田信長は甲府を出発し、東海道遊覧に向かった。駿河を得た徳川家康から饗応を受けながら、4月13日に江尻（静岡市清水区）、16日に浜松へ到り、21日に安土城に凱旋した。

## 戦後
海津城に入った森長可は近隣諸将を鎮撫し、上杉景勝の侵入を防ぎつつ、一方では上杉氏への攻勢を強めていた。5月27日には柴田勝家らの北国勢の支援のために信越国境を越えて、春日山城を指呼の間に望む越後の二本木（上越市）辺りまでに乱入。その報を受けた上杉景勝は魚津城救援から春日山城に引き返す必要に迫られることとなった。しかし、本能寺の変で織田信長が討たれると、森長可は海津城を捨て本領地に逃げ帰り、河尻秀隆は天正壬午の乱にて武田旧臣の三井弥一郎により討ち取られた。そのため、武田遺領は一時的に政治的・軍事的空白状態となった。
滝川一益、北条氏政のその後の動きは神流川の戦いを、徳川家康、氏政、真田昌幸のその後の動きは天正壬午の乱を参照。
なお徳川家康が召抱えた武田の遺臣達は、天正壬午の乱や軍制再編などで、徳川家に貢献した。特に依田信蕃は信濃・甲斐に家康を手引きし、その占領に貢献している。
武田遺臣のその後の動向については天正壬午起請文参照。

## 小説
- 伊東潤　『武田家滅亡』（2007年2月、角川書店）『戦国鬼譚　惨』（2010年5月、講談社）

## 関連文献
- 平山優『武田氏滅亡』KADOKAWA〈角川選書 580〉、2017年2月24日。ISBN 978-4-047-03588-1。（電子版あり）